# Nemti
Nemti est un village et une commune du comitat de Nógrád en Hongrie. Par le passé, certains auraient souhaité voir la commune fusionner. Ce fut Non, Nem en hongrois.
A l'automne 2022 l'Église catholique perchée au sommet du village se trouvait en rénovation. Pas de cimetière attenant.

## Histoire

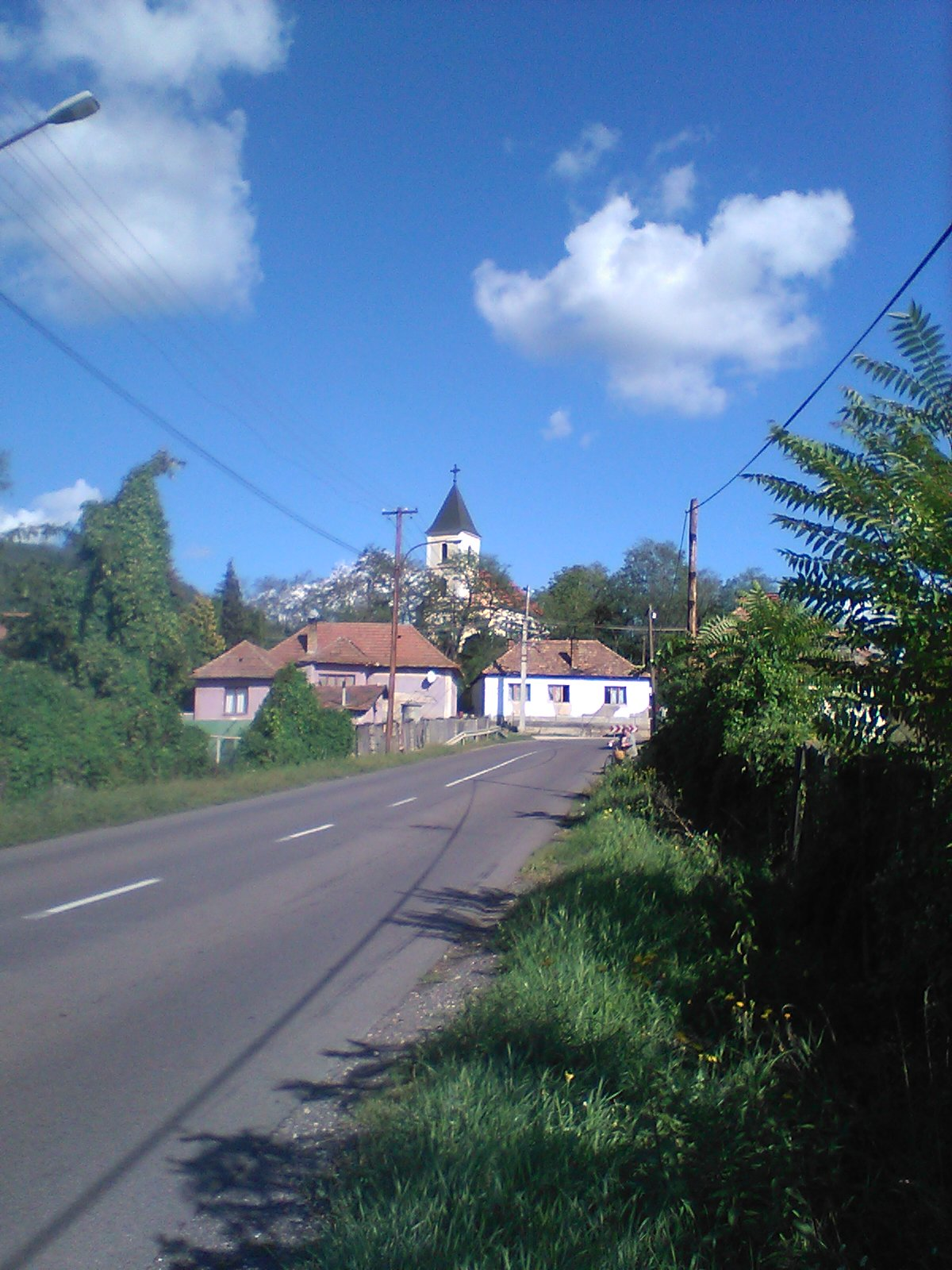